# 신자 호텔 붕괴 사고
2020년 취안저우시 신자 호텔 붕괴 사고(중국어: 2020年泉州欣佳酒店倒塌事故)는 2020년 3월 7일 중화인민공화국 푸젠성 취안저우시 리청구에 위치한 신자 호텔(중국어: 欣佳酒店)이 붕괴된 사고이다. 이 호텔은 코로나바이러스감염증-19 격리 전용 호텔이였다.

## 배경
신자 호텔은 2018년 6월에 사업을 시작하여 4-7층에 80개의 객실이 있는 6.5층짜리 호텔이며, 취안저우시에서 일어난 코로나19 범유행 시기에는 격리 시설로 사용되었다.

## 붕괴
2020년 3월 7일 현지 시간 19시 15분에 갑자기 무너졌다.

## 구조
붕괴된 호텔에 약 70명이 매몰되었다. 푸젠 소방서는 붕괴 후 26대의 소방차와 147명의 소방관을 구조대에 파견했다. 그 날 32명이 21시 50분까지 구조되었다. 22시 14분에 푸톈 소방대가 호텔에 도착했다. 2020년 3월 8일까지 최소 47명을 구조하였다.